# 朱光会
朱光会（しゅこうかい）は、昭和初期の日本に存在した皇国史観イデオロギーを信奉する学生グループの会である。東京帝国大学の学生を会員とした。大日本朱光会とは別の団体である。戦後、朱光会は解散させられたが、その人脈は朱光会とは別の形をとって残されている。東京教育懇話会、日本教師会、皇学館大学、教科書調査官には旧朱光会系の人物が集まっており、「皇国史観イデオロギー普及の先兵となっている」。

## 概要
昭和初期、日本国内で軍部ファシズムが台頭したのに伴って、日本全国の大学・高校・専門学校に多くの国家主義団体が生まれた。朱光会はその中の1つである。1931年（昭和6年）11月18日、東京帝国大学の学生を会員、卒業生を名誉会員として発足した。発足時は文学部の春山作樹を指導教授に、のちには会長にすえた。責任者や委員は、指導教授の許可のもとでおかれていた。その後、平泉澄文学部助教授（当時）が会長になってからは国史学科の学生が増え、1939年（昭和14年）頃には86人の会員にまで増えていた。月刊の会報『朱光』を発行、日本精神研究会を開き、陸海軍人に講演もおこなった。また、皇国史観を中心とした研究活動をおこなった。
太平洋戦争敗戦後、朱光会は解散させられたがその人脈は残り、例えば皇学館大学設立に貢献した。

## 綱領
会の目的は「広く知識を東西古今に求めて停せず雄大宏闊なる情操の涵養を図りて偏せず確固不抜なる信念を培いて惑わず、以て人格の向上を期し健全なる文化の創造に力め挺身奉公の誠を致さんとす」とある。 綱領は以下の通りである。
一、吾人は天皇主義を信奉す。
一、吾人は皇道に基き人格の完成を期す。
一、吾人は質実剛健なる学風の作興を期す。
一、吾人は建国の精神に則り日本の建設を期す。
一、吾人は大日本精神を宇内に宣布せんことを誓う。
このように明らかな皇国史観イデオロギーの会である。

## 人脈
朱光会は日本の敗戦後解散させられたが、平泉学派の人脈は残された。朱光会出身の人物では、村尾次郎、鳥巣通明、山口康助、田中卓、時野谷滋がよく知られている。このうち、村尾は文部省の教科書調査官、鳥巣は視学官、山口は教科調査官となった人物で、「文部省の三羽烏」と呼ばれ、教科書問題で「勇名」を馳せたことで知られる。
村尾は平泉澄の元助手で、その後東京教育懇談会を設立、1956年に教科書調査官（1975年まで）になってから、教科書検定で猛威をふるった。村尾が調査官を退官する頃と前後して文部省に入ったのが、鳥巣と山口である。 村尾の後任の教科書調査官が、時野谷滋である。1982年に起こった教科書問題は、これらの皇国史観イデオロギーを持つ旧朱光会系の人間が底流にある。
1983年から1985年にかけて「日本を守る国民会議」が高校日本史教科書を作った際の中心は、旧朱光会のメンバーである。